# Westwood (Misuri)
Westwood es una villa ubicada en el condado de San Luis en el estado estadounidense de Misuri. En el Censo de 2010 tenía una población de 278 habitantes y una densidad poblacional de 176,25 personas por km².

## Geografía
Westwood se encuentra ubicada en las coordenadas 38°38′36″N 90°26′00″O / 38.64333, -90.43333. Según la Oficina del Censo de los Estados Unidos, Westwood tiene una superficie total de 1.58 km², de la cual 1.58 km² corresponden a tierra firme y (0%) 0 km² es agua.

## Demografía
Según el censo de 2010, había 278 personas residiendo en Westwood. La densidad de población era de 176,25 hab./km². De los 278 habitantes, Westwood estaba compuesto por el 92.09% blancos, el 2.16% eran afroamericanos, el 0% eran amerindios, el 3.6% eran asiáticos, el 0% eran isleños del Pacífico, el 0.72% eran de otras razas y el 1.44% pertenecían a dos o más razas. Del total de la población el 2.16% eran hispanos o latinos de cualquier raza.